# Mildred June
Mildred June (St. Louis; 23 de diciembre de 1905 – 19 de junio de 1940) fue una actriz estadounidense que trabajó durante la era del cine mudo. June fue coguionista en Crazy to Act (1927). Murió en 1940 a causa de su adicción al alcohol.

## Vida
June nació en St. Louis en 1905.

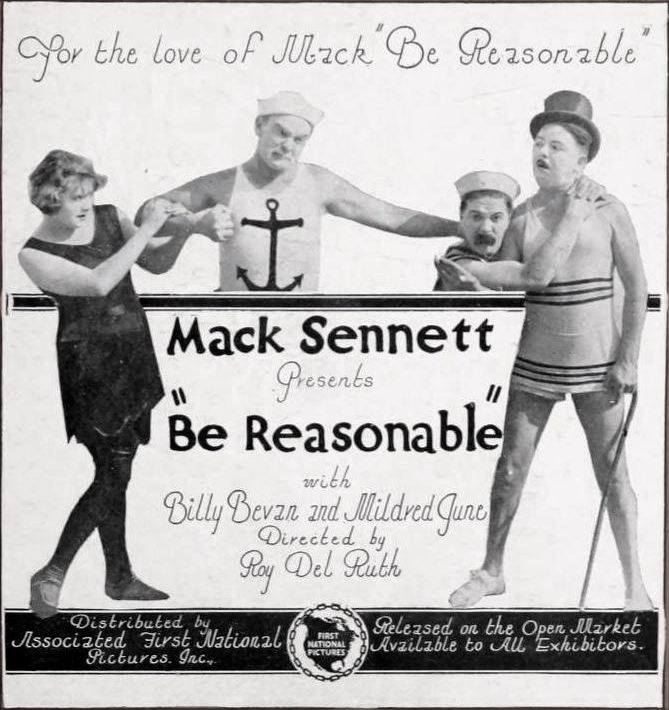
June en Be Reasonable (1921)

June protagonizó Troubles of a Bride en 1924 juntó con Robert Agnew y Alan Hale. También protagonizó Matrimony Blues en 1926 juntó con Lige Conley. Al año siguiente, June protagonizó The Snarl of Hate y en 1927, June coescribió y  protagonizó la película Crazy to Act,  junto con Oliver Hardy.
Su última aparición fue en Our Relations, donde interpreta un papel menor, la película fue protagonizada por El Gordo y el Flaco en 1936.
June murió en Hollywood el 19 de junio de 1940, por cirrosis hepática, esto sucedió tras tener adicción al alcohol.

## Filmografía seleccionada
- Down on the Farm (1920)
- Molly O (1921)
- A Small Town Idol (1921)
- Rich Men's Wives (1922)
- The Rosary (1922)
- The Crossroads of New York (1922)
- Crinoline and Romance (1923)
- Fashionable Fakers (1923)
- The Greatest Menace (1923)
- Troubles of a Bride (1924)
- The Snarl of Hate (1927)